# Kri-Kri, die Herzogin von Tarabac
Kri-Kri, die Herzogin von Tarabac er en tysk stumfilm fra 1920 af Frederic Zelnik.

## Medvirkende
- Lya Mara som Kri-Kri
- Johannes Riemann
- Gisela Werbisek
- Wilhelm Diegelmann
- Hans Junkermann
- Hermann Picha
- Helene Voß
- Karl Platen
- Fritz Schulz
- Ernst Behmer